# Hapalogenys kishinouyei
Hapalogenys kishinouyei és una espècie de peix pertanyent a la família dels hemúlids.

## Descripció
- Pot arribar a fer 33,8 cm de llargària màxima.
- Cos amb 4-5 franges fosques longitudinals.
- 11 espines i 14-14 radis tous a l'aleta dorsal i 3 espines i 8-9 radis tous a l'anal.[6][7]

## Hàbitat
És un peix marí, bentopelàgic i de clima tropical.

## Distribució geogràfica
Es troba al Pacífic occidental: des del sud del Japó (llevat de les illes Ryukyu) fins al nord-oest d'Austràlia.

## Observacions
És inofensiu per als humans.